# Xató

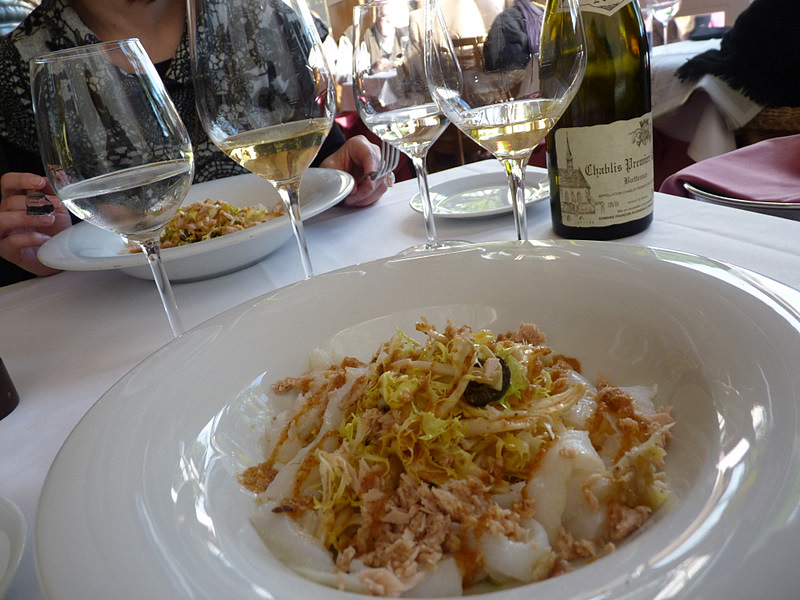
El xató es una ensalada tradicional catalana

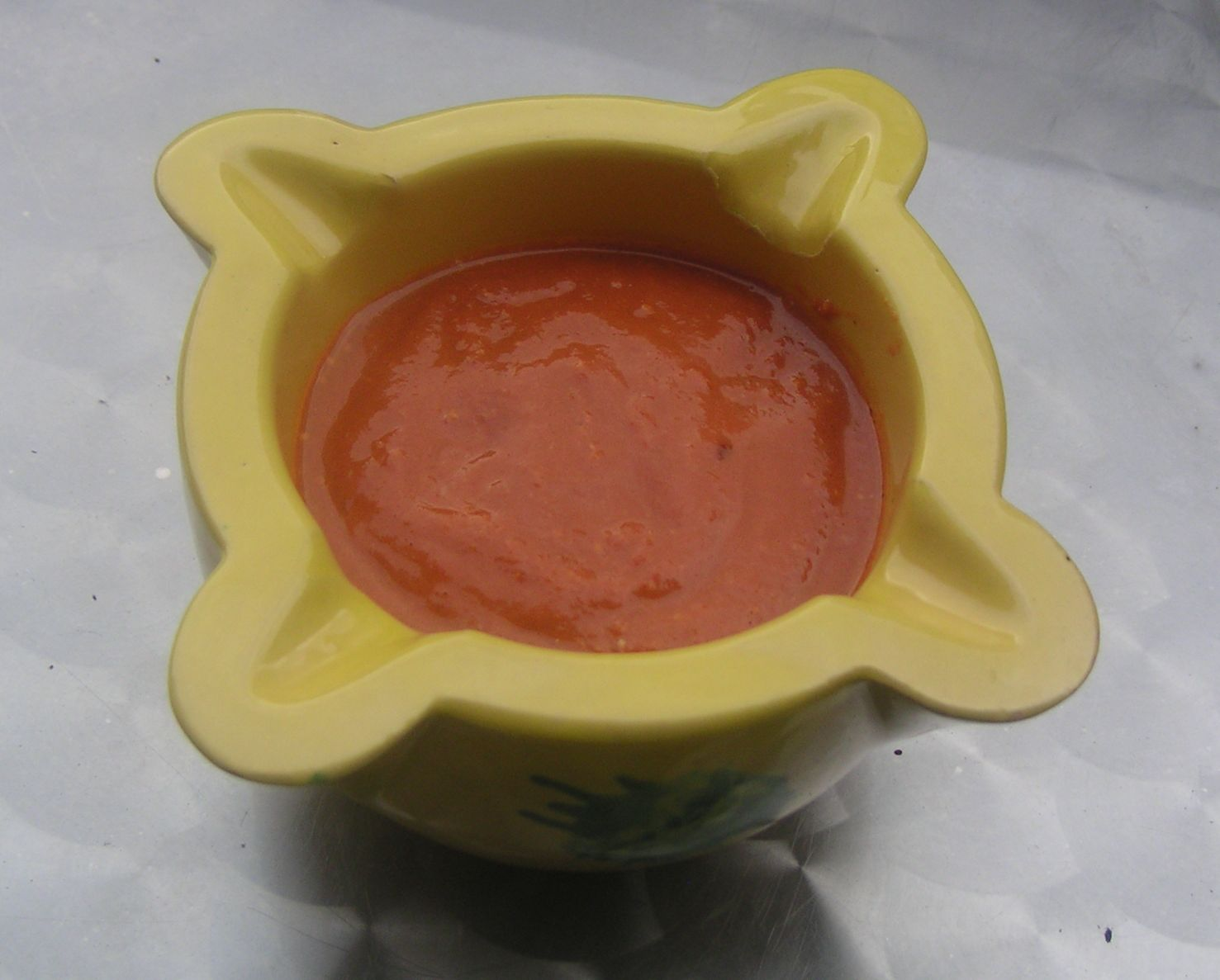
Un mortero de salsa de xató.

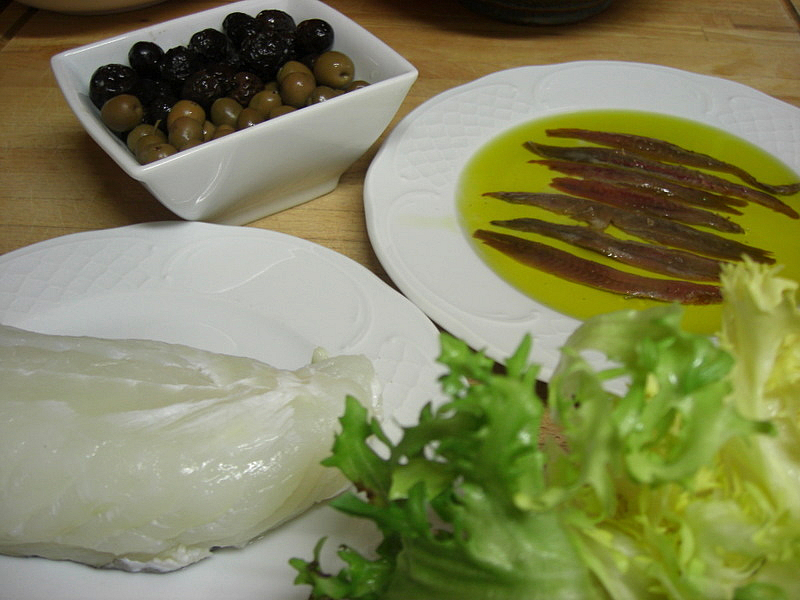
Ingredientes típicos de la ensalada que acompaña a la salsa.

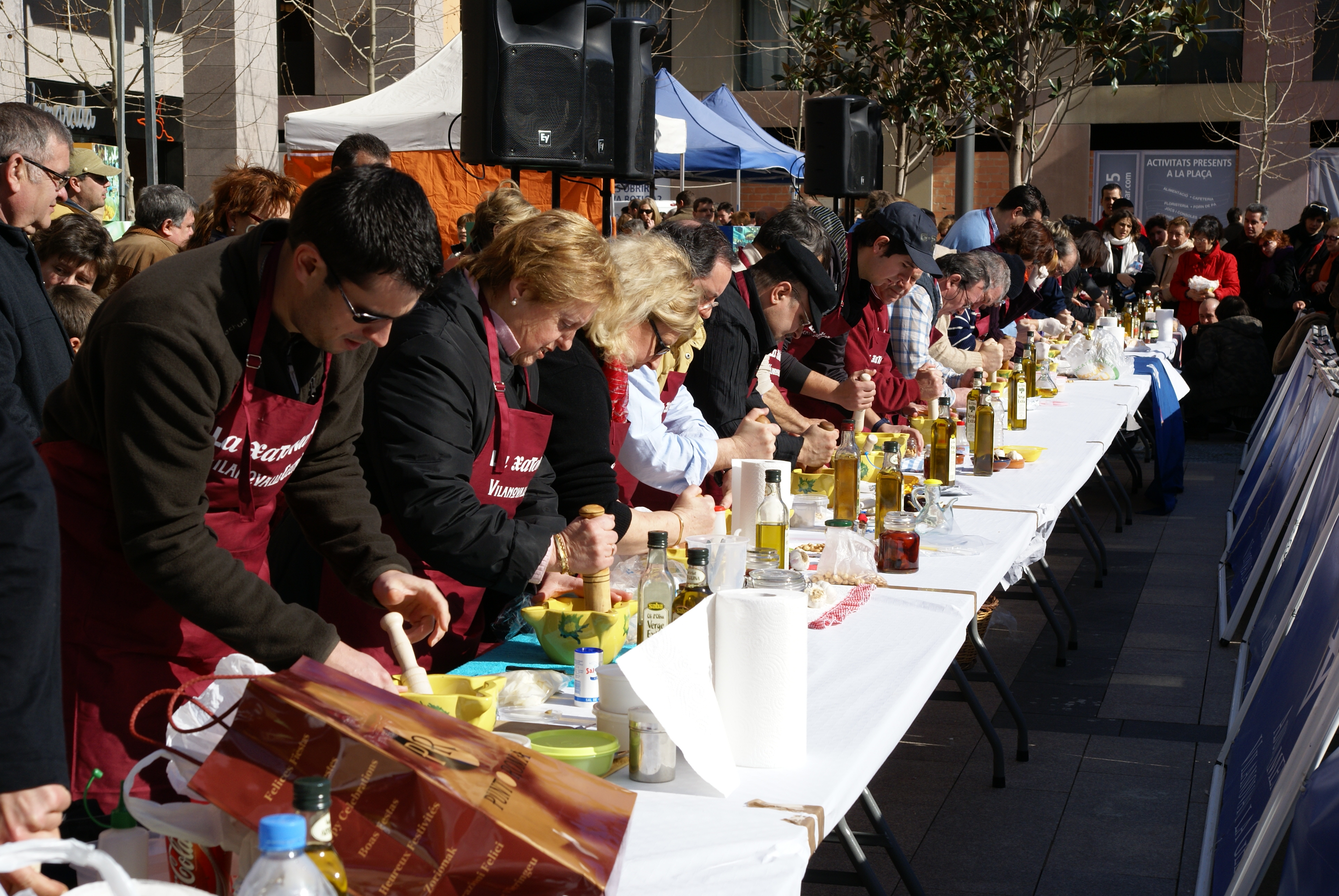
Concurso de xató

El xató o cható es una salsa elaborada a partir de almendras y avellanas tostadas, miga de pan con vinagre, ajo, aceite, sal y ñora como ingrediente característico. Esta salsa acompaña a una ensalada de escarola con anchoas, atún y bacalao.

## Cataluña
El origen del xató se sitúa en el mundo vinícola. Una vez el vino estaba a punto de ser catado, se procedía a aixetonar la bóta, una ceremonia fundamental en todo el proceso que consistía en colocar un pequeño grifo (l'aixetó) que permitía que el vino saliese del recipiente. Este momento marcaba el inicio de la fiesta del vino nuevo, una celebración que iba acompañada de una comida compuesta por ingredientes salados como el pescado, que se encontraban en las casa de los campesinos y pescadores locales, servida con hojas de la verdura correspondiente a la temporada de invierno y ensalada con una salsa especial. Esta comida ritual que acompañaba a la ceremonia de aixetonar la bota de vino es el origen del actual xató.
A pesar de todo, la paternidad de este plato tradicional en las regiones del Panadés y el Garraf sigue estando discutida. En la actualidad, prácticamente todas las poblaciones del Gran Panadés disponen de una variante propia de la receta de este plato y en la región se han popularizado las tradicionales xatonades, que son encuentros populares en los que los participantes degustan este plato.

## Paternidad
Diversas poblaciones se atribuyen el origen de este plato, basándose en los siguientes argumentos:
- Villanueva y Geltrú: según publicó el Diari de Vilanova del 16 de febrero de 2007, la primera referencia escrita del xató se encuentra en un ejemplar de 1899 del diario barcelonés El Sol, en la que se mencionaba que un restaurante de reciente apertura elaboraba «a la perfección el mondongo y los callos con all-y-oli, el suculento all-i-pebre y el excitante xató.»[2]
- Vendrell: a pesar de no disponer de referencias escritas en el siglo XIX, defiende que el xató es una salsa de tradición marinera que inicialmente preparaban los marineros en el puerto de su localidad cuando se xatonaven (es decir, se agujereaban o pinchaban) las botas de vino en una fiesta popular.[3][4]
- Sitges: el investigador Carles Montserrat encontró en el Archivo de Sitges la primera referencia escrita de una degustación del xató (xatonada). Concretamente, fue en una cena-tertulia celebrada el 13 de febrero de 1896 por 23 personas (entre ellas, ilustres sitgetanos como Miquel Utrillo, Santiago Rusiñol y Cayetano Buigas). Esta referencia se puede encontrar en el diario Eco de Sitges del 16 de febrero de 1896, en la cual se decía textualmente que como plato del día había «el indispensable xató».[5][6] Además, algunos grupos defienden que la salsa se bautizó con el nombre de xató cuando Canudes (un miembro del grupo teatral de Santiago Rusiñol) la llamó de este modo durante el transcurso de una cena.
- Villafranca del Panadés: La defensa de la paternidad del xató se basa en la similitud entre la presentación del plato y la palabra de la que provendría xató. En la receta propia de esta población, el xató se presenta con una estructura similar a la de un castillo, a lo que algunos grupos argumentan que el origen de la palabra viene del francés chateau (‘castillo’). Así, debido al paralelismo entre la estructura del plato y la palabra se podría considerar que el plato tiene un marcado origen vilafranquí y que otras poblaciones al alterar la presentación no habrían sabido respetar el original.[3]

## Ruta delXató
Desde 1997 las poblaciones de la histórica veguería del Panadés celebran la Ruta del Xató, que tiene por objetivo popularizar este plato y conocer las diferentes variantes de la receta original con el valor añadido de los diferentes atractivos turísticos de las poblaciones que la conforman. La Ruta originariamente la formaban Vendrell, Sitges, Villafranca del Panadés y Villanueva y Geltrú, y actualmente participan las siguientes poblaciones: Calafell, Canyellas, Cubellas, Cunit, Vendrell, San Pedro de Ribas, Sitges, Villanueva y Geltrú y Villafranca del Panadés.
Los Embajadores del Xató nombrados por la Ruta del Xató desde 1998 han sido:
- 1998-1999: Ferran Adrià
- 1999-2000: Xavier Mestres
- 2000-2001: Carles Gaig
- 2001-2002: Jordi LP
- 2002-2003: La Cubana
- 2003-2004: Toni Albà
- 2004-2005: Rosa Andreu
- 2005-2006: Pere Tàpias
- 2006-2007: Lax'n'busto
- 2007-2008: Anna Barrachina
- 2008-2009: Montserrat Estruch
- 2009-2010: Oriol Llavina
- 2010-2011: Carme Ruscalleda
- 2011-2012: Joan Roca
- 2012-2013: Fermí Puig